# 戟裂毛鳞菊
戟裂毛鳞菊（学名：Melanoseris taliensis）为菊科毛鳞菊属的植物，是中国的特有植物。分布在中国大陆的云南等地，一般生于山顶，目前尚未由人工引种栽培。